# Sericesthis brooksi
Sericesthis brooksi är en skalbaggsart som beskrevs av Britton 1987. Sericesthis brooksi ingår i släktet Sericesthis och familjen Melolonthidae. Inga underarter finns listade i Catalogue of Life.